# Nyamizi
Nyamizi är ett vattendrag i Burundi.   Det ligger i provinsen Bururi, i den sydvästra delen av landet, 60 km söder om huvudstaden Bujumbura.
Omgivningarna runt Nyamizi är en mosaik av jordbruksmark och naturlig växtlighet. Runt Nyamizi är det ganska tätbefolkat, med 166 invånare per kvadratkilometer.